# Martin Gutzwiller
Martin Charles Gutzwiller (12 de octubre de 1925-3 de marzo de 2014) fue un físico suizo-estadounidense conocido por su trabajo sobre teoría de campos, caos cuántico y sistemas complejos. Pasó la mayor parte de su carrera en IBM Research, y también fue profesor adjunto de física en la Universidad de Yale.

## Biografía
Gutzwiller nació el 12 de octubre de 1925 en la ciudad suiza de Basilea. Completó su diplomatura en ETH Zúrich, donde estudió física cuántica con Wolfgang Pauli. Luego fue a la Universidad de Kansas y completó un Ph.D bajo la dirección de Max Dresden. Después de graduarse, trabajó en ingeniería de microondas para Brown, Boveri & Cie, en geofísica para Shell Oil y, finalmente, para IBM Research en Suiza, Nueva York y Yorktown Heights, hasta su retiro en 1993. También ocupó cargos de docencia temporal en la Universidad de Columbia, ETH Zúrich, Paris-Orsay, y Estocolmo. Fue vicepresidente del Comité de Física Matemática, de la Unión Internacional de Física Pura y Aplicada, de 1987 a 1993. Se unió a la Universidad de Yale como profesor adjunto en 1993, conservando el puesto hasta su jubilación.

## Contribución científica
Gutzwiller formuló la aproximación de Gutzwiller para describir electrones con fuertes interacciones locales en términos de la función de onda Gutzwiller, compuesta por una función simple de onda de muchos electrones actuada por un operador de correlación («proyección Gutzwiller»). También fue el primero en investigar la relación entre la mecánica clásica y cuántica en sistemas caóticos. En ese contexto, desarrolló la fórmula de trazado de Gutzwiller, el resultado principal de la teoría de órbita periódica, que proporciona una receta para calcular espectros a partir de órbitas periódicas de un sistema. Es el autor de la monografía clásica sobre el tema, Chaos in Classical and Quantum Mechanics (1990).
Gutzwiller también es conocido por encontrar soluciones novedosas a problemas matemáticos en teoría de campo, propagación de ondas, física de cristales y mecánica celeste. En reconocimiento de sus contribuciones a la física teórica, el Instituto Max Planck para la Física de Sistemas Complejos (MPIPKS) otorga anualmente a Martin Gutzwiller Fellowship el reconocimiento y la promoción de investigaciones excepcionales en este campo.

## Coleccionista de libros
Gutzwiller tenía un ávido interés en la historia de la ciencia. Eventualmente adquirió una valiosa colección de libros raros sobre astronomía y mecánica. Poco después de su muerte, su colección fue subastada en Galerías Swann, en la ciudad de Nueva York. La subasta se realizó el 3 de abril de 2014 y recaudó un total de US$341 788.

## Premios y honores
- Compañero de Academias Nacionales de Ciencia en 1992
- Miembro de la Academia Estadounidense de las Artes y las Ciencias en 1993[2]
- Miembro de la American Physical Society
- Premio Dannie Heineman de Física Matemática en 1993[5]
- Medalla Max Planck en 2003